# Сейл (Большой Манчестер)
Сейл (Сэйл; англ. Sale) — город в муниципальном районе Траффорд (Большой Манчестер, Северо-Западная Англия, Великобритания). Исторически — часть Чешира. Расположен на южном берегу реки Мерси, в 3,1 км к югу от Стретфорда, в 4 км к северо-западу от Олтрингема и в 8,4 км к юго-западу от Манчестера. Население (по данным переписи населения Великобритании 2001 года) — 55 234 человека.